# Фанес
Фанес (на старогръцки: Φάνης), наричан още Протогонос („Първороден“), е първичен бог на сътворението в Орфическата космогония. Той е основният творец на живота, движещата сила, която стои зад възпроизвеждането. Вярва се, че Фанес се излюпва от световното яйце, когато то е разделено на изграждащите го части от Хронос (време) и Ананке (неизбежност, неминуемост). Фанес е първият цар на вселената, който предава скиптъра на своята дъщеря Нюкс (нощ), която на свой ред го предава на Уран (небе). От него пръв го отнема Кронос, а след това и Зевс. Има твърдения, че Зевс поглъща Фанес с оглед на това да възприеме неговата изначална космическа власт и да я разпредели между новото поколение богове – Олимпийските.
Орфеите приравняват Фанес с късния Ерос (сексуалното желание), както е описано и в „Теогония“ на Хезиод. Приравняван е и с Метис, океанида, отговорна за съветите, подкрепата, хитрината и мъдростта. Въпреки това, тези две божества в гръцката литература остават доста далече от идеята за богове-създатели. В орфическата традиция е бил олицетворяван от самия Орфей и е бил почитан с глава на овен, бик, змия или лъв.
Фанес е изобразяван като красив със златни крила, обвит в пръстените на змии. Поетите го описват като безтелесно същество, невидимо дори за очите на боговете. Името му означава „доведи до светлината“ или „накарай да се покаже“ от гръцките глаголи phanao и phaino.